# ماریانو آراته
ماریانو آراته (اسپانیایی: Mariano Arrate‎; ۱۲ اوت ۱۸۹۲ – ۲۴ دسامبر ۱۹۶۳) بازیکن فوتبال اهل اسپانیا بود.
از باشگاه‌هایی که در آن بازی کرده‌است می‌توان به باشگاه فوتبال رئال سوسیداد اشاره کرد.